# Анета Конєчна
Анета Регина Конєчна  (пол. Aneta Regina Konieczna, при народженні Пастушка (Pastuszka), 11 травня 1978) — польська веслувальниця, олімпійська медалістка.

## Виступи на Олімпіадах
| Олімпіада    | Дисципліна                    | Місце     |
| ------------ | ----------------------------- | --------- |
| Атланта 1996 | байдарка, 500 метрів          | 9         |
| Сідней 2000  | байдарка-двійка, 500 метрів   | 3         |
| Сідней 2000  | байдарка-четвірка, 500 метрів | 4         |
| Афіни 2004   | байдарка, 500 метрів          | AC h2r2/3 |
| Афіни 2004   | байдарка-двійка, 500 метрів   | 3         |
| Пекін 2008   | байдарка-двійка, 500 метрів   | 2         |
| Пекін 2008   | байдарка-четвірка, 500 метрів | 4         |